# Социология музыки
Социоло́гия му́зыки (англ. Sociomusicology) — научная дисциплина, изучающая различные аспекты социального бытования музыки, а также  занимающаяся коммуникативной систематизацией и социокультурной структуризацией всего многообразия её художественных форм и общественных проявлений; один из разделов социологии искусства.

## Научная специфика
Социология музыки является наукой междисциплинарной, относящейся одновременно к сфере музыкознания, социологии, истории,  психологии, культурологии и педагогики.
От характера и методологии решения поставленных в социологии музыки задач можно выделить три её основных направления:
—- теоретическое, в рамках которого исследуются общие закономерности взаимодействия музыкального искусства и социума, а также проводится социально обусловленная типологизация музыкальных культур;
—- историческое, в рамках которого изучаются и обобщаются факты, относящиеся к сугубо историческим аспектам музыкальной жизни общества;
—- эмпирическое, в рамках которого осуществляется сбор необходимых (социологически значимых) статических данных.
В социологии музыки очень важную роль играет необходимость надлежащей дифференциации «потребляемого» обществом музыкального контента по таким его социально обусловленным качествам, характеристикам и признакам, которые позволяли бы с максимально возможной точностью прогнозировать для этой музыки наиболее адекватную (целевую) слушательскую аудиторию, отвечающую определённым  социофункциональным (возрастным, этническим, психологическим, культурологическим, конфессиональным) критериям восприятия предлагаемого данной аудитории музыкального материала.
Большое значение в социологии музыки уделяется также процессу сбора статистических данных (фактологической информации) о посещаемости представителями того или иного контингента любителей музыки публичных музыкальных мероприятий (концертов, спектаклей, фестивалей и т. д.), о продажах и других формах реализации на потребительском рынке различной музыкальной продукции, об актуальных тенденциях, наблюдаемых в области профессиональной, любительской и фольклорной музыкальной деятельности и т. п.

## Основные области применения
С точки зрения социологии музыки, первостепенный научный интерес представляют следующие вопросы:
- выявление механизмов формирования у людей художественного (музыкального) вкуса;
- разработка наиболее эффективных программ музыкального воспитания и образования:
- определение степени и характера востребованности той или иной музыки (музыкальной продукции) как во всём обществе в целом, так и в какой-либо его отдельной субкультурной среде или нише;
- определение причин востребованности той или иной музыки (музыкальной продукции) как во всём обществе в целом, так и в какой-либо его отдельной социальной группе;
- исследование различных данных и фактов, связанных с воздействием музыки на протекание тех или иных социальных процессов;
- выявление исторически и социально обусловленных закономерностей в исполнительских трактовках музыкальных произведений;
- изучение проблем доступности музыкальных произведений для массового слушателя;
- классификация и типологизация тех или иных структурных особенностей, атрибуций и компетенций определённой слушательской аудитории.

## История возникновения и развития
Первые зачатки зарождающейся социологии музыки легко обнаруживаются в трудах античных философов, в первую очередь Платона и Аристотеля, которые проводят социологическую типологизацию слушателей по критериям их восприимчивости к музыке и фиксируют очень сильное воздействие музыкального искусства на весь уклад различных сфер общественной жизни, включая сферу воспитания, образования и управления государством.
Определённое внимание вопросам социологии музыки уделяли некоторые представители неоплатонической и неопифагорейской школы, а также такие крупные мыслители поздней античности и раннего средневековья как Августин Аврелий, Торкват Северин Боэций и Магн Аврелий Кассиодор.
Далее, в трудах французского теоретика музыки конца XIII века Йоханнеса де Грохео уже в достаточно детализированном виде даётся классификация различных форм, видов и жанров музыки, исходя из их сугубо социальных функций и условий бытования в данном конкретном обществе.
Из социологов музыки Эпохи Возрождения следует выделить итальянского писателя Бальдассаре Кастильоне, нидерландского (точнее, франко-фламандского) композитора и музыковеда Йоханнеса Тинкториса, а также испанского органиста и крупного теоретика музыки Франсиско Салинаса.
Эпоха Просвещения дала миру таких социологов музыки как немецкие музыковеды, композиторы и органисты  Михаэль Преториус и Иоганн Кунау, итальянский композитор, музыкальный писатель, юрист и государственный деятель Бенедетто Марчелло, английский композитор, историк музыки, органист Чарльз Бёрни, франко-бельгийский композитор Андре Гретри.
Многие актуальные вопросы социологии музыки (связанные, в первую очередь, с проблемой взаимоотношения автора и слушателя) нашли своё отражение в статьях  знаменитых литераторов и композиторов эпохи романтизма:  Э. Т. А. Гофмана, К. М. Вебера, Р. Шумана, Ф. Листа, Г. Берлиоза.

## Наиболее известные социологи музыки нового и новейшего времени
Из числа западных социологов музыки нового и новейшего времени наибольшую известность получили: Георг Зиммель (1858—1918), Макс Вебер(1864—1920), Пауль Беккер (1882—1937), Альфред Шютц (1899—1959) и особенно Теодор Адорно (1903—1969), который утверждал, что «Сущность общества становится сущностью музыки». Нон-эгалитаристские взгляды Адорно на социальные функции искусства всегда вызывали и до сих пор продолжают вызывать острую полемику среди профессионалов.
Достаточно весомый вклад в развитие социологии музыки внесли также Чарльз Сигер (1886—1979), Говард Беккер (1899—1960) и Альфонс Зильберман (1909—2000).
Различные проблемы, непосредственным образом связанные с социологией музыки, очень живо интересовали выдающихся русских музыкальных критиков: А. Н. Серова и В. В. Стасова; весьма ценными социологическими наблюдениями блещут и музыкально-критические статьи великого русского композитора П. И. Чайковского.
В СССР плодотворными научными исследованиями в области социологии музыки в той или иной степени занимались ведущие советские музыковеды: Б. В. Асафьев, Д. В. Житомирский, Р. И. Грубер, А. А. Альшванг, Б. Л. Яворский, И. Я. Рыжкин. Но именно в качестве самостоятельной научной дисциплины социология музыки начала разрабатываться в СССР только с 60-х гг. XX века — благодаря большому творческому и организационному вкладу Арнольда Наумовича Сохора.